# Ланкастер (Вісконсин)
Ланкастер (англ. Lancaster) — місто (англ. city) в США, в окрузі Грант штату Вісконсин. Населення — 3907 осіб (2020).

## Географія
Ланкастер розташований за координатами 42°50′50″ пн. ш. 90°42′23″ зх. д. / 42.84722° пн. ш. 90.70639° зх. д. (42.847328, -90.706409).  За даними Бюро перепису населення США в 2010 році місто мало площу 7,86 км², уся площа — суходіл.

## Демографія
Згідно з переписом 2010 року, у місті мешкало 3868 осіб у 1659 домогосподарствах у складі 1037 родин. Густота населення становила 492 особи/км².  Було 1805 помешкань (230/км²).
Расовий склад населення:
| - 98,3 % — білих - 0,5 % — чорних або афроамериканців - 0,5 % — азіатів - 0,2 % — корінних американців |

До двох чи більше рас належало 0,3 %. Частка іспаномовних становила 0,8 % від усіх жителів.
За віковим діапазоном населення розподілялося таким чином: 23,6 % — особи молодші 18 років, 56,6 % — особи у віці 18—64 років, 19,8 % — особи у віці 65 років та старші. Медіана віку мешканця становила 41,2 року. На 100 осіб жіночої статі у місті припадало 90,0 чоловіків;  на 100 жінок у віці від 18 років та старших — 87,6 чоловіків також старших 18 років.
Середній дохід на одне домашнє господарство  становив 58 165 доларів США (медіана — 44 118), а середній дохід на одну сім'ю — 75 955 доларів (медіана — 65 718). Медіана доходів становила 41 968 доларів для чоловіків та 39 483 долари для жінок. За межею бідності перебувало 11,1 % осіб, у тому числі 20,3 % дітей у віці до 18 років та 5,7 % осіб у віці 65 років та старших.
Цивільне працевлаштоване населення становило 1807 осіб. Основні галузі зайнятості: освіта, охорона здоров'я та соціальна допомога — 34,3 %, роздрібна торгівля — 13,3 %, виробництво — 11,6 %.